# Гайнц Герре
Гайнц Данко Герре (нім. Heinz Danko Herre; 23 січня 1909, Сент-Авольд — 5 жовтня 1988, Крюн) — офіцер німецьких спецслужб, оберст (полковник) вермахту, бригадний генерал резерву бундесверу.

## Біографія
В 1927 році поступив на службу в 13-й кінний полк, в 1937 році — в 54-й саперний батальйон. З 1939 року — офіцер розвідки в штабі 26-го армійського корпусу. Учасник Польської, Французької, Балканської і Східної кампаній. В травня 1943 року переведений в ОКВ (відділ «Схід»), був заступником Рейнхарда Гелена.
Герре був активним прихильником використання радянських полонених у рядах вермахту, підтримав проект створення добровольчої російської армії, яка разом із німцями б скинула сталінський режим. З кінця 1944 року — офіцер зв'язку в командуванні РОА. В грудня 1945 року у полон американськими військами, утримувався у Форті Гант (штат Вірджинія), де піддавався інтенсивним допитам.
В 1946 році повернувся в Німеччину і вступив у Організацію Гелена, з 1957 року — голова аналітичного відділу, брав участь у перетворенні організації Гелена в БНД. У БНД Герре був головою шпигунського відділу, направленого проти соціалістичних держав, встановив співпрацю з УПА.
В 1970 році, перебуваючи на посаді представника БНД у Вашингтоні, вийшов у відставку.

## Нагороди[1]
- Залізний хрест
  - 2-го класу (21 вересня 1939)
  - 1-го класу (17 травня 1941)
- Медаль «За зимову кампанію на Сході 1941/42» (10 серпня 1942)
- Хрест Воєнних заслуг 2-го класу з мечами (30 січня 1943)
- 2 відзнаки для східних народів
  - 2-го класу в сріблі з мечами (17 жовтня 1943)
  - 1-го класу в сріблі з мечами (20 грудня 1943)
- Нагрудний знак «За поранення» в чорному (20 квітня 1944)
- Хрест Воєнних заслуг 1-го класу з мечами (1 вересня 1944)